# Goguette des Infernaux
La goguette des Infernaux est une parmi les nombreuses goguettes parisiennes connues.
À ses soirées, la participation était nombreuse ; elle allait en augmentant et se diversifiant. Des étudiants y apparurent. En 1840, elle fut interdite par les autorités effrayées par son succès.

## Présentation de la goguette des Infernaux

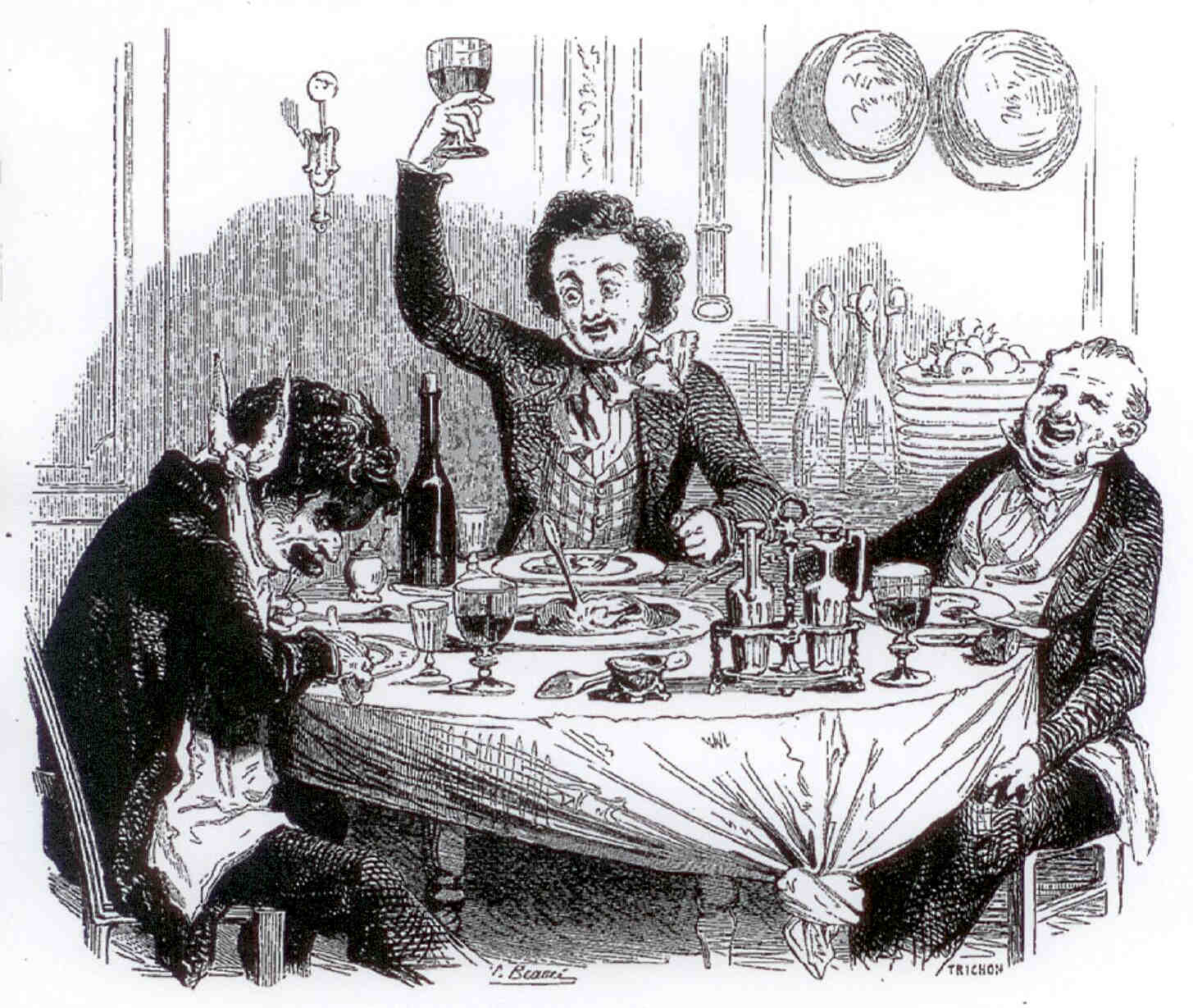
Trois Goguettiers, vus par Vivant Beaucé en 1841.

Louis-Agathe Berthaud explique l'originalité de la goguette des Infernaux dans Les Français peints par eux-mêmes. Encyclopédie morale du dix-neuvième siècle,. 
« Deux goguettes seulement, celle des Bergers de Syracuse et celle des Infernaux, imposent à leur affiliés des noms en rapport avec le patronage sous lequel elles sont placées ; les Bergers empruntent ces noms aux églogues et aux bucoliques ; les Infernaux à l’enfer. La physionomie des goguettes est partout la même ou à peu près, excepté cependant chez les Infernaux. »

## Disparition de la goguette des Infernaux
Louis-Agathe Berthaud conclut sa description de la goguette :
« Dans le courant de l’année 1839 […] chaque jour les réunions des goguettiers Infernaux devenaient plus considérables par le nombre et par le savoir ; la police alors a eu tout à fait peur. Un jugement du tribunal correctionnel de Paris, rendu au mois d’avril 1840, a aboli l’Enfer, et condamné deux ou trois démons qui étaient là, aux frais du procès et à la prison. »